# Instrukcja prosta
Instrukcja prosta – instrukcja zdefiniowana w składni określonego języka programowania, wykonująca pojedynczą akcję.

## Rodzaje
Do najczęściej spotykanych instrukcji prostych zalicza się:
- instrukcję przypisania, lub szerzej instrukcję wyrażeniową
- instrukcję skoku, wraz z instrukcją kontynuacji, opuszczenia, powrotu
- instrukcję pustą
- instrukcję wywołania
- instrukcję wejścia-wyjścia.

## Charakterystyka
Instrukcje proste, w odróżnieniu od instrukcji strukturalnych, charakteryzują się tym, że stanowią zlecenie wykonania pojedynczej akcji i nie zawierają innych instrukcji jako swoich składowych. Instrukcja prosta jest zapisana w kodzie źródłowym, w ciągu instrukcji (prostych lub strukturalnych) i oddzielona od nich separatorem bądź terminatorem instrukcji.
W niektórych językach, do instrukcji prostych zalicza się także deklarację jako instrukcję bierną, nie wykonującą akcji lecz tworzącej określone obiekty programu (np. zmienne, ingresje itp.). Tak jest np. w języku PL/I.

## Niejednoznaczność klasyfikacji
Pewne specyficzne instrukcje są różnie klasyfikowane przez literaturę przedmiotu. Przykładem są instrukcje ukierunkowane na programowanie hybrydowe. Np. w Turbo Pascalu instrukcja inline umożliwiająca wprowadzenie fragmentu kodu w języku maszynowym, mimo że składa się z ciągu instrukcji (maszynowych) jest zaliczana do instrukcji prostych, natomiast instrukcja asm … end, która de facto może składać się z tych samych poleceń ale zapisanych za pomocą mnemoników asemblera, zaliczana jest do instrukcji strukturalnej – grupującej.